# Tekstil (podjetje)
Podjetje Tekstil d.d.  je bilo ustanovljeno leta 1974 pod nazivom Manufaktura Galanterija. 
Je proizvodno in trgovsko podjetje, ki je na tržišču že dobrih 60 let. Glavno dejavnost predstavlja veleprodaja tekstilnega blaga. 
Širitev je podjetju narekovala selitev na ugodnejšo lokacijo, saj so obstoječi poslovni prostori v centru mesta postali premajhni za tako veliko dejavnost.
Skupaj s svojimi družbami ima razširjeno maloprodajno mrežo trgovin po celi Sloveniji. Razvito ima tudi lastno blagovno znamko.
Skupaj s svojimi maloprodajnimi trgovinami zaposluje približno 285 ljudi.